# Schloss Preußisch Oderberg

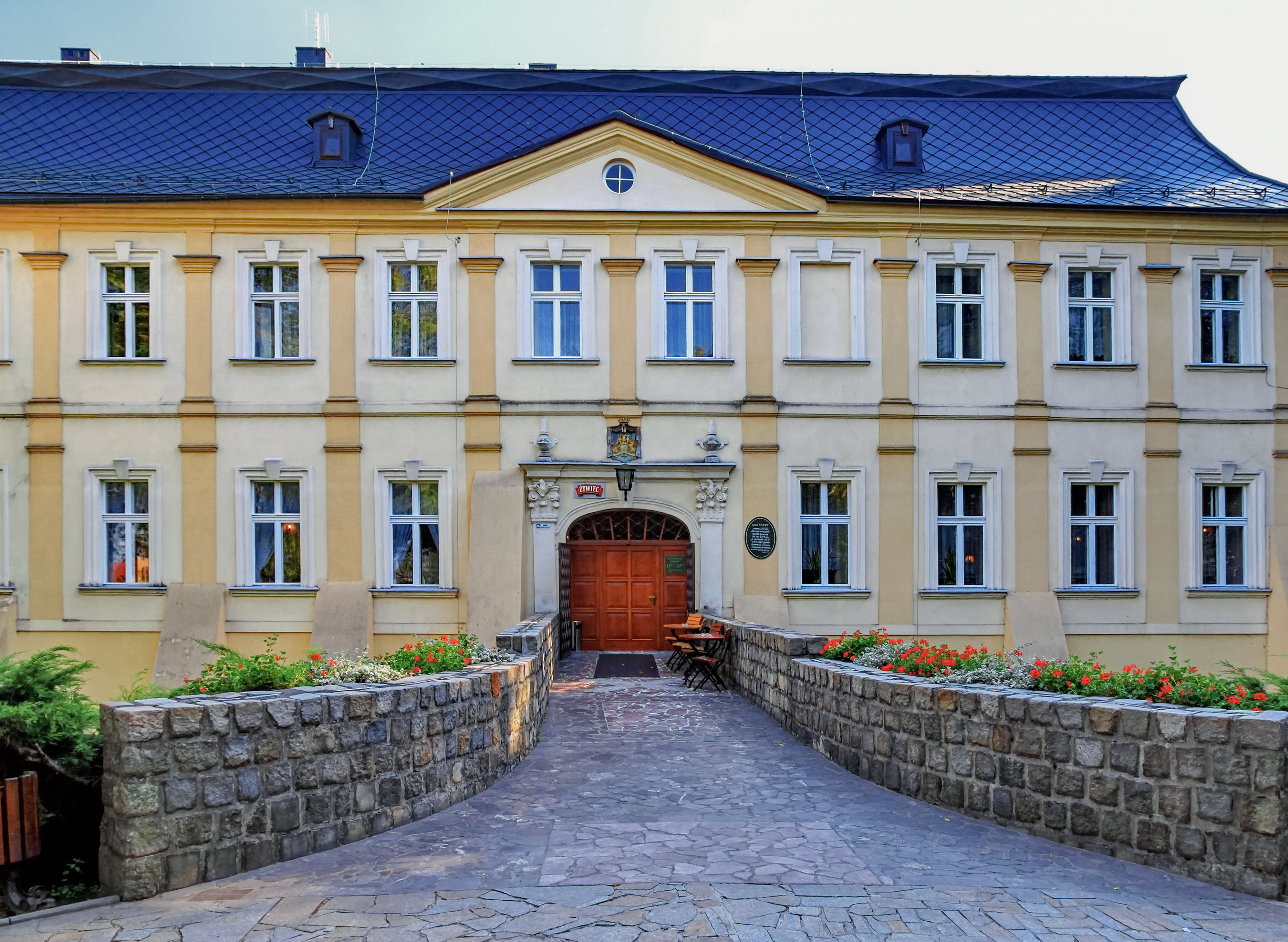
Schloss Preußisch Oderberg

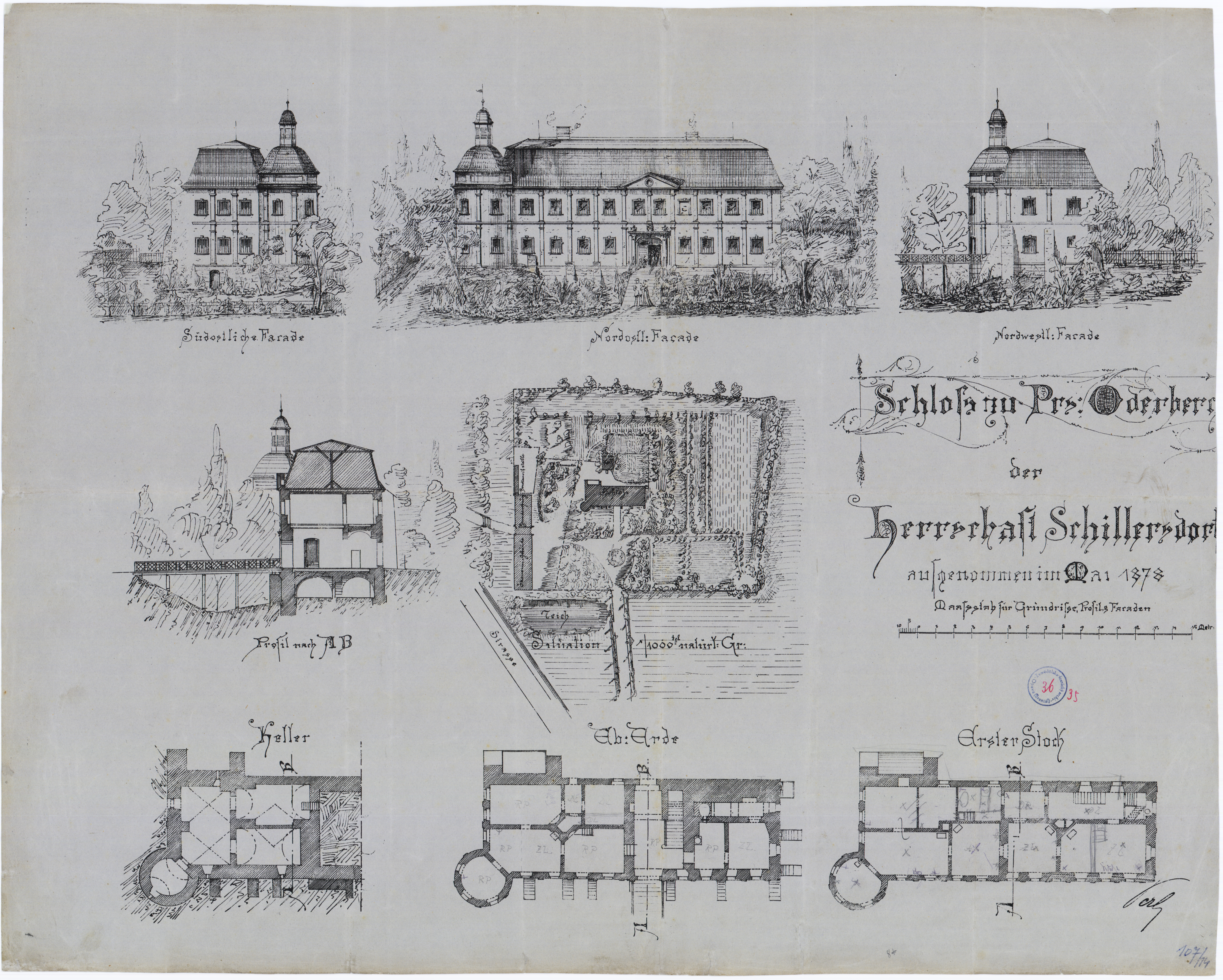
Schloss Preußisch Oderberg (1878)

Das Schloss Preußisch Oderberg (polnisch Pałac w Chałupkach – Zamek Bogumiński) befindet sich in Chałupki (deutsch Annaberg), im Powiat Raciborski in der Woiwodschaft Schlesien in Polen.

## Geschichte
Im Mittelalter bestand hier ein Burgwall in herzoglichem Besitz, der vermutlich die Grenze zu Böhmen sicherte. Eine Burg ist für 1372 belegt, die jedoch erst im 16. Jahrhundert in Stein ausgebaut wurde. Nach 1682 wurde diese zu einem Schloss ausgebaut. Nach dem Ersten Schlesischen Krieg wurde die Herrschaft im Frieden von Berlin von 1742 zwischen Preußen und Österreich geteilt. Das linksseitig der Oder gelegene Schloss fiel Preußen zu, die Stadt blieb österreichisch. Bis zum Verkauf des österreichischen Teils der Herrschaft durch Johann Erdmann Henckel von Donnersmarck im Jahre 1765 war das Schloss Oderberg weiterhin der Herrschaftssitz. Später entstand der Name Schloss Preußisch Oderberg; die neuen Besitzer der österreichischen Herrschaft ließen im 19. Jahrhundert am Oderberger Ring ein kleines Stadtschloss errichten. 
Gegenwärtig wird das Schloss als Hotel und Restaurant genutzt.